# Фалк
Фалк (др.-греч. Φάλκης) — персонаж древнегреческой мифологии. Сын Темена, царя Аргоса (по версии). Пытался похитить из Эпидавра свою сестру Гирнефо, однако убил её и бежал в Аргос.
Вместе с дорянами захватил Сикион. Воздвиг храм Геры Продромии, так как Гера указывала ему путь в Сикион. Отец Регнида. По историку Эфору, основатель Сикиона.